# Histiée-Edipsós
Histiée-Edipsós (en grec moderne : Ιστιαία-Αιδηψός) est un dème du district régional d’Eubée dans la périphérie de Grèce-Centrale en Grèce. Le dème actuel est issu de la fusion en 2011 entre les dèmes d’Edipsós, d’Artemísio, de Histiée, de Licháda et d’Oreoi.
Le siège du dème est le village d’Histiée .